# Phidippus adonis
Espèce
Phidippus adonis est une espèce d'araignées aranéomorphes de la famille des Salticidae.

## Distribution
Cette espèce est endémique du Morelos au Mexique,.

## Description
Le mâle holotype mesure 8,60 mm et la femelle paratype 10,70 mm.

## Publication originale
- Edwards, 2004 : Revision of the jumping spiders of the genus Phidippus (Araneae: Salticidae). Occasional Papers of the Florida State Collection of Arthropods, vol. 11, p. 1-156.